# Афанасий (Шкурупий)
Архиепископ Афанасий (в миру Владимир Михайлович Шкурупий; род. 20 августа 1954, Шкурупиевка, Полтавская область) — архиерей Православной церкви Украины (до 15 декабря 2018 года — Украинской автокефальной православной церкви), архиепископ Харьковский и Изюмский. В 2005—2009 годы был священником Киевского Патриархата. Ранее — украинский писатель и журналист, член Национального союза писателей Украины (с 1988).

## Биография
Родился 20 августа 1954 года в селе Малая Шкурупиевка, Решетиловского района, Полтавской области в сельской семье. В 1971 году окончил Решетиловскую среднюю школу. С 1972 по 1974 год служил в Советской Армии. В 1975 году поступил на филологический факультет Черкасского государственного педагогического института, который окончил в 1981 году
В 1978—1994 годах — также пасечник в колхозе, занимался фермерством. В 1980 году окончил Черкасский государственный педагогический институт со специальностью учитель украинского языка и литературы. Некоторое время работал инструктором по спорту, редактором районного радиовещания. Автор сборников рассказов и повестей «Жива роса» (Киев, 1987), «Осіння горішина» (Киев, 1990). Его повесть «я ли в Луге не калина», созданную в 1984, где описаны трагические события 1933 и 1947 годов, долгое время отказывались печатать, впервые была издана в 1990 году.
По данным Eurasia Daily, на закате перестройки Шкурупий стал ярым украинским националистом. В 1991 году основал духовно-литературный альманах «Великдень» (вышло в свет два числа журнала), а в 1992 году основал всеукраинскую газету «Добродій», которая с 1995 года выходит в свет как еженедельное подписное издание, а с 2005 года как религиозный православный двухнедельник. Некоторое время был редактором газеты «Решетиловский время». Был депутатом районного совета. Жил в посёлке Решетиловка.
В 2004 году нёс послушание в Богуславском и Феодосиевском монастырях УПЦ КП. В 2005 году экстерном окончил Житомирскую духовную семинарию УПЦ КП. 12 октября 2005 года в Житомире архиепископом Житомирским и Овручским УПЦ КП Изяславом (Каргой) пострижен в монашество. 13 октября был рукоположён в сан иеродиакона, 14 октября — в сан иеромонаха.
В декабре 2005 года становится насельником Свято-Троицкого мужского монастыря в Житомире. С декабря 2006 года — настоятель Свято-Покровской церкви в селе Белки Житомирской епархии. С 7 апреля 2008 года на праздник Благовещения Пресвятой Богородицы вознесён к сану игумена. С 17 февраля 2009 года — назначен наместником Свято-Покровского мужского монастыря в селе Белки, Житомирской епархии.
Летом 2009 года перешёл из УПЦ КП в УАПЦ. 26 августа 2009 года решением Архиерейского Собора УАПЦ избран епископом Харьковско-Полтавской епархии.
15 ноября 2009 года в храме Николая Набережного в Киеве был рукоположён во епископа Харьковского и Полтавского.
В 2012 году окончил Национальный университет «Острожская академия» и получил квалификацию магистра богословия (теологии).
3 июня 2015 года, согласно решению Архиерейского собора УАПЦ, возведён в сан архиепископа.
В мае 2018 года сказал в интервью информационному агентству «Новини Полтавщини»: «К инициативе Президента Украины и власти в целом касательно Поместной Церкви отношусь очень положительно. Мы все давно мечтали об этом, но и понимали, что если бы и хотел Вселенский Патриарх дать нам автономию, это было очень непросто сделать, учитывая вмешательство России. Ведь теперь, когда это будет признанная каноническая Церковь, туда начнут переходить приходы и епархии УПЦ (МП), а это был важный фактор влияния России на Украину, последний бастион, чтобы удержать её в своих геополитических интересах». 15 декабря 2018 года вместе со всеми другими архиереями УАПЦ принял участие в объединительном соборе в храме Святой Софии в Киеве. После собора епархии УПЦ КП и УАПЦ, вошедшие в состав ПЦУ, объединены не были, продолжив существовать параллельно.
27 марта 2019 года посетил бойцов 92 ОМБр, где вместе с капелланами помолился за упокой душ украинских бойцов.
В июле 2020 года по случаю стартовавшего режима прекращения огня на Донбассе, заявил у себя в фейсбуке, что с момента избрания президентом Украины Владимира Зеленского он часто напевает: «Чому я нi снайпер, чому не стpiляю», сам Зеленский должен быть осуждён и казнён как предатель Украины: «Я гражданин Украины, сын своей Отчизны. Если она в опасности, то просто молиться уже мало. Крест в одной руке, пулемёт в другой! Вы хотите, чтобы когда бьют мою мать, я только молился и ждал, что из этого выйдет? Жаль, возраст у меня уже немолодой. И я удивляюсь, почему украинская молодёжь такая пассивная».
4 апреля 2021 года сделал на своей странице скандальное заявление, в котором обвинил епископа ПЦУ Митрофана (Бутынского) в рейдерском захвате приходов Харьковского благочиния: «Сегодня, в Крестопоклонную неделю, перед Святым Крестом, дьявол устроил шабаш в приходах Соколового и Циркунов на Харьковщине и руками их настоятелей о. Станислава Аштрафьяна и о. Олега Козуба, отстранённых мною временно от настоятельства, происходит мятеж с целью перевода приходов в другую епархию. Этим процессом руководит опытный режиссёр епископ Митрофан. Раздаются угрозы, что возьмутся и за другие приходы Харьковско-Полтавской епархии, чтобы вытеснить архиепископа Афанасия из Харьковщины. Вот такие у нас тут дела. Больно и обидно, что именно с этого начинается развитие Православной Церкви Украины». В связи с этим сайт «Союза православный журналистов» писал, даже после 2,5 лет пребывания в одной структуре, противоречия между УПЦ КП и УАПЦ не исчезли. «Группировка бывшего Киевского патриархата существует отдельно, группа УАПЦ — отдельно. Автокефалов считают „слабым звеном“ и не прочь „откусить“ от них кусок при первой возможности».